# Ruvimbo Samanga
Ruvimbo Samanga (Bulawayo, Zimbabue, 6 de noviembre de 1995) es una académica y abogada zimbabuense que colabora en los proyectos sobre tecnología espacial de Naciones Unidas Space Law & Policy y Small Satellites Project Group.

## Formación
Nació en Bulawayo, donde cursó sus estudios de primaria y secundaria. Es licenciada en Derecho (cum laude) y máster en Derecho Internacional Mercantil e Inversión, por la Universidad de Pretoria.

## Trayectoria
Desde 2018, es miembro del comité del Consejo Asesor de Generación Espacial en el marco del programa de Naciones Unidas sobre Aplicaciones Espaciales. Dentro de este programa ha colaborado con dos grupos de trabajo: el de derecho y política espacial de la African Space Agency (Space Law and Policy) y el proyecto de Pequeños Satélites (Small Satellites Project Group). Sus ponencias sobre políticas espaciales han sido presentadas y aceptadas en la Oficina de Naciones Unidas para Asuntos del Espacio Exterior, en el Congreso astronáutico internacional y en el Congreso de liderazgo africano sobre espacio y tecnología. Sus artículos, centrados específicamente en el potencial de desarrollo de la tecnología espacial para los Estados africanos, se publicaron en la colección Springer de estudios espaciales del Sur.
Su interés por el derecho espacial le vino cuando participaba en un concurso internacional de simulación de tribunales en esta materia en Manfred Lachs. En 2018, Samanga lideró el equipo que ganó el campeonato internacional del Manfred Lachs Space Moot, lo que supuso la primera victoria de África en la historia del Moot, una hazaña sin precedentes en el continente africano.

## Premios
- Los mejores talentos menores de 25 en el mundo 2020.[8]